# Лидер Лейбористской партии Великобритании
Пост лидера Лейбористской партии Великобритании (англ. Leader of the Labour Party) был создан в 1922 году. До этого (1906—1922) главой партии считался лидер парламентской фракции.

## История
Лейбористская партия Великобритании была основана в 1900 году на основе профсоюзного движения и социалистических партий. 
Первоначально партия существовала в виде Комитета трудового представительства. Нынешнее название она получила в 1906 году, когда от неё избрались первые депутаты. Первоначально партию возглавлял председатель Парламентской Лейбористской партии, в 1922 году был официально учреждён пост лидера Лейбористской партии.
Несколько лидеров Лейбористской партии становились премьер-министрами Великобритании. Рамсей Макдональд в 1922 году стал первым премьер-министром от партии, возглавив правительство меньшинства, которое продержалось 9 месяцев. Первым лидером Лейбористской партии, возглавившим правительство большинства, стал Клемент Эттли в 1945 году. Гарольд Вильсон смог победить в четырёх из пяти всеобщих выборах: в 1964, 1966 и феврале и октябре 1974 годов. Тони Блэр трижды побеждал на выборах: в 1997, 2001 и 2005 годах. В 2024 году пост занял Кир Стармер в ходе победы в парламентских выборах 2024 года
Когда Лейбористская партия находится в оппозиции, обычно её лидер как представитель второй по величине партии в парламенте становится лидером оппозиции и возглавляет теневой кабинет, когда же партия выигрывает выборы, её лидер становится премьер-министром Великобритании и назначает кабинет министров. 

## Процесс выбора
В отличие от других лидеров британских политических партий, лидер Лейбористской партии не имеет права назначать или увольнять своего заместителя. И лидер, и его заместитель избираются на основе альтернативного голосования.
В 1906—1981 годах лидер избирался членами палаты общин от лейбористской партии. Кандидат должен был получить общее большинство голосов, а если ни один из кандидатов не получал такого большинства, то кандидат с меньшее количество голосов, отсеивался и проводилось повторное голосование. Эта процедура проводилась до тех пор, пока один из кандидатов не получал большинство голосов.
В 1981—1993 годах лидер избирался коллегией выборщиков, состоящей из трех частей: 
- дочерними организациями, в основном, профсоюзами, а также социалистическими обществами (40% голосов);
- депутатами Лейбористской партия в палате общин (30% голосов);
- лейбористскими партиями избирательных округов (30 % голосов).

Каждая аффилированная организация сама решала, как отдать свой голос; некоторые проводили голосование среди своих членов, некоторые давали право своему Национальному исполнительному комитету решать, какого кандидата поддержать. Все голоса организации отдавались за выбранного ими кандидата. Голосование проводилось на конференции, созванной Лейбористской партией.
В 1993—2014 годах выборы проводились той же коллегией выборщиков, однако теперь каждая часть имела треть голосов. Кроме того, метод голосования был изменён таким образом, что члены лейбористской партии и дочерних организаций получали индивидуальные бюллетени, которые подсчитывались на национальном уровне.
С 2015 года на выборах используется система «один член — один голос», при которой голоса членов партии и членов дочерних организаций учитываются поровну. Голоса членов Европарламента отдельно не учитываются. Чтобы стать кандидатом, необходимо заручиться поддержкой минимум 10% депутатов от Лейбористской партии.

## Лидеры Лейбористской партии Великобритании
| №     | Имя                      | Портрет                           | Даты жизни                         | Даты лидерства                    | Член парламента (года и избирательный округ) | Примечание |
| ----- | ------------------------ | --------------------------------- | ---------------------------------- | --------------------------------- | --- | --- |
| 1     | Джеймс Кейр Харди        |                                   | 15 августа 1856 — 26 сентября 1915 | 17 февраля 1906 — 22 января 1908  | - 1892—1895: от Южного Вест-Хэма; - 1900—1915: от Мердит-Тидвила.                                                                                     | Был председателем Независимой рабочей партии в 1894—1900 годах, в 1900 году помог сформировать профсоюзный комитет лейбористского представительства, который позже был переименован в Лейбористскую партию, первым парламентским лидером которой он стал в 1906 году. |
| 2     | Артур Хендерсон          |                                   | 20 сентября 1863 — 20 октября 1935 | 22 января 1908 — 14 февраля 1910  | - 1903—1918: от Барнард-Касла; - 1919—1922: от Уиднеса; - 1923: от Восточного Ньюкасла-апон-Тайн; - 1924—1931: от Бернли; - 1933—1935: от Клей-Кросс. | В Лейбористской партии был также главным парламентским партийным организатором в 1906–1907, 1914, 1920–1923 и 1925–1927 годах, генеральным секретарём в 1912—1935 годах и казначеем в 1904—1911 и 1929—1936 годах. Занимал ряд должностей в правительстве Великобритании: президента Совета по образованию в 1915—1916 годах, начальника казначейства в 1916 году, министра внутренних дел в 1924 году, министра иностранных дела в 1929—1931 годах. В 1931—1932 годах был лидером оппозиции. |
| 2     | Артур Хендерсон          | 5 августа 1914 — 24 октября 1917  | 20 сентября 1863 — 20 октября 1935 |                                   | - 1903—1918: от Барнард-Касла; - 1919—1922: от Уиднеса; - 1923: от Восточного Ньюкасла-апон-Тайн; - 1924—1931: от Бернли; - 1933—1935: от Клей-Кросс. | В Лейбористской партии был также главным парламентским партийным организатором в 1906–1907, 1914, 1920–1923 и 1925–1927 годах, генеральным секретарём в 1912—1935 годах и казначеем в 1904—1911 и 1929—1936 годах. Занимал ряд должностей в правительстве Великобритании: президента Совета по образованию в 1915—1916 годах, начальника казначейства в 1916 году, министра внутренних дел в 1924 году, министра иностранных дела в 1929—1931 годах. В 1931—1932 годах был лидером оппозиции. |
| 2     | Артур Хендерсон          | 1 сентября 1931 — 25 октября 1932 | 20 сентября 1863 — 20 октября 1935 |                                   | - 1903—1918: от Барнард-Касла; - 1919—1922: от Уиднеса; - 1923: от Восточного Ньюкасла-апон-Тайн; - 1924—1931: от Бернли; - 1933—1935: от Клей-Кросс. | В Лейбористской партии был также главным парламентским партийным организатором в 1906–1907, 1914, 1920–1923 и 1925–1927 годах, генеральным секретарём в 1912—1935 годах и казначеем в 1904—1911 и 1929—1936 годах. Занимал ряд должностей в правительстве Великобритании: президента Совета по образованию в 1915—1916 годах, начальника казначейства в 1916 году, министра внутренних дел в 1924 году, министра иностранных дела в 1929—1931 годах. В 1931—1932 годах был лидером оппозиции. |
| 3     | Джордж Никол Барнс       |                                   | 2 января 1859 — 21 апреля 1940     | 14 февраля 1910 — 6 февраля 1911  | | |
| 4     | Джеймс Рамсей Макдональд |                                   | 12 октября 1866 — 9 ноября 1937    | 6 февраля 1911 — 5 августа 1914   | | |
| 4     | Джеймс Рамсей Макдональд | 21 ноября 1922 — 1 сентября 1931  | 12 октября 1866 — 9 ноября 1937    |                                   | | |
| 5     | Уильям Адамсон           |                                   | 2 апреля 1863 — 23 февраля 1936    | 24 октября 1917 — 14 февраля 1921 | | |
| 6     | Джон Клайнс              |                                   | 27 марта 1869 — 23 октября 1949    | 14 февраля 1921 — 21 ноября 1922  | | |
| 7     | Джордж Лэнсбери          |                                   | 21 февраля 1859 — 7 мая 1940       | 25 октября 1932 — 8 октября 1935  | | |
| 8     | Клемент Эттли            |                                   | 3 января 1883 — 8 октября 1967     | 8 октября 1935 — 7 декабря 1955   | | |
| и. о. | Герберт Моррисон         |                                   | 1888—1965                          | 7 декабря 1955 — 14 декабря 1955  | | Заместитель Лидера, временно исполнял обязанности лидера Лейбористской партии в связи с отставкой предшественника и не был избран на этот пост в дальнейшем. |
| 9     | Хью Гейтскелл            |                                   | 9 апреля 1906 — 18 января 1963     | 14 декабря 1955 — 18 января 1963  | | |
| и. о. | Джордж Браун             |                                   | 2 сентября 1914 — 2 июня 1985      | 18 января 1963 — 14 февраля 1963  | | Заместитель Лидера, временно исполнял обязанности лидера Лейбористской партии в связи со смертью предшественника и не был избран на этот пост в дальнейшем. |
| 10    | Гарольд Вильсон          |                                   | 11 марта 1916 — 24 мая 1995        | 14 февраля 1963 — 5 апреля 1976   | | |
| 11    | Джеймс Каллагэн          |                                   | 27 марта 1912 — 2005               | 5 апреля 1976 — 3 ноября 1980     | | |
| 12    | Майкл Фут                |                                   | 23 июля 1913 — 2010                | 3 ноября 1980 — 2 октября 1983    | | |
| 13    | Нил Киннок               |                                   | родился 28 марта 1942              | 2 октября 1983 — 18 июля 1992     | | |
| 14    | Джон Смит                |                                   | 13 сентября 1938 — 12 мая 1994     | 18 июля 1992 — 12 мая 1994        | | |
| и. о. | Маргарет Бекетт          |                                   | родилась 15 января 1943            | 12 мая 1994 — 21 июля 1994        | | Заместитель Лидера, временно исполняла обязанности лидера Лейбористской партии в связи со смертью предшественника и не была избрана на этот пост в дальнейшем. Первая женщина, ставшая лидером Лейбористской партии. |
| 15    | Тони Блэр                |                                   | р. 1953                            | 21 июля 1994 — 24 июня 2007       | | |
| 16    | Гордон Браун             |                                   | р. 1951                            | 24 июня 2007 — 11 мая 2010        | | |
| -     | Харриет Харман — и. о.   |                                   | р. 1950                            | 11 мая 2010 — 25 сентября 2010    | | |
| 17    | Эд Милибэнд              |                                   | р. 1969                            | 25 сентября 2010 — 8 мая 2015     | | |
| -     | Харриет Харман — и. о.   |                                   | р. 1950                            | 8 мая 2015 — 12 сентября 2015     | | |
| 18    | Джереми Корбин           |                                   | р. 1949                            | 12 сентября 2015 — 4 апреля 2020  | | |
| 19    | Кир Стармер              |                                   | р. 1962                            | 4 апреля 2020 — н. в.             | | |